# Sophia Sturge
Sophia Sturge (Edgbaston, 5 de enero de 1849 – 17 de enero de 1936) fue una sufragista británica, reformadora social y activista por la paz que llevó a cabo actividades de oposición a la Primera Guerra Mundial (PGM).

## Trayectoria
Sturge nació en Edgbaston, Birmingham, y fue la primera hija del abolicionista cuáquero Joseph Sturge y su segunda esposa, Hannah Dickinson. Su tía se llamaba también Sophia Sturge y, como su hermano Joseph, fue un miembro importante del movimiento antiesclavista. Tras una educación en casa, Sophia dedicó su vida a la filantropía y a los intentos de reforma. Era una pacifista que enfatizó la construcción de la paz por parte de las mujeres, trabajó con la Liga de la Neutralidad para oponerse a la Primera Guerra Mundial, inició un programa para ayudar a los enemigos extranjeros en la PGM y contribuyó a la ayuda de la posguerra para los niños alemanes.
Sturge fue presidenta de la Young British Women's Temperance Association y miembro del Women's Liberal Social Council. Fue una firme defensora del sufragismo. Como partidaria del movimiento irlandés por la autonomía y horrorizada por la pobreza en Irlanda, se mudó a Connemara en 1888, donde, con la ayuda financiera de algunos cuáqueros, estableció una industria de cestería en el pueblo de Letterfrack, que ya se había convertido en un lugar de residencia para otros cuáqueros. Enseñó a las jóvenes el arte de la cestería, lo que dio lugar a una empresa autosuficiente que vendió muchos de sus productos en Gran Bretaña. Vivió allí durante siete años, pero luego regresó a Inglaterra por motivos de salud. La fábrica siguió funcionando con un gerente hasta 1905.
En 1900, el pacifismo se había convertido en el centro principal de sus actividades y asistió a varias conferencias internacionales de paz. Se opuso a la segunda guerra bóer y apoyó la campaña en su contra dirigida por el ganador del Premio Nobel Norman Angell. Sturge se convirtió en miembro de la Unión de Control Democrático, que era un grupo de presión británico formado en 1914. Si bien no es una organización pacifista, se opone a la influencia militar en el gobierno.
El 7 de agosto de 1914, los británicos emitieron órdenes de detención contra todos aquellos considerados peligrosos. A finales de agosto, 4.800 personas habían sido internadas, aunque muchas habían estado viviendo y trabajando en Gran Bretaña durante décadas. El día que se declaró la PGM, Sturge viajaba de Londres a Birmingham cuando vio colas de cientos de alemanes esperando para registrarse como extranjeros enemigos. Ella escribió una carta a Stephen Hobhouse, un compañero cuáquero y destacado activista por la paz, para sugerir que los enemigos extranjeros necesitarían ayuda. Su sugerencia llevó a los cuáqueros a establecer el "Comité de emergencia para la asistencia de alemanes, austriacos y húngaros en peligro" (generalmente conocido como el Comité de emergencia de los Amigos). Inicialmente, el comité se concentró en encontrar personas dispuestas a proporcionar empleo a los alemanes que de repente se habían quedado sin trabajo; alojamiento para quienes habían sido desalojados de sus hogares; y ayuda financiera. Muchos alemanes que eran reservistas habían sido llamados a casa, dejando a sus esposas e hijos británicos en la indigencia. A veces, el Comité ayudaba a la gente a regresar a Alemania.
En diciembre de 1914, un grupo de sufragistas y reformadoras sociales, incluidas Emily Hobhouse, Isabella Ford, Helen Bright Clark, Margaret Clark Gillett, Sophia Sturge y su hermana Lily, y Catherine Courtney, la baronesa Courtney de Penwith, enviaron una carta a través de Alianza internacional de mujeres por el sufragio, a las mujeres de Alemania y Austria instándolas a unirse a ellas para pedir una tregua. Las sufragistas holandesas, encabezadas por Aletta Jacobs, propusieron celebrar un Congreso Internacional de Mujeres en La Haya . Sophia Sturge estaba en el Comité para organizar la participación británica. 180 mujeres británicas querían asistir y 25 recibieron pasaportes. Sin embargo, el gobierno británico les prohibió viajar en el último minuto y fueron atacadas en la prensa por ser antipatrióticos y pro-alemanes. Al final, solo tres mujeres británicas lograron llegar a La Haya.
Después de la guerra, Sturge fue a los Países Bajos, donde ayudó a los niños alemanes afectados por la guerra. También habló en muchas escuelas británicas y publicó varios trabajos para niños, incluido The Children of Hunger, una colección de cartas de niños de Alemania y Austria escritas después de la PGM. Con el tiempo, comenzó a cuestionar su actitud hacia el cuaquerismo y se convirtió en miembro de la Iglesia de Inglaterra. Sin embargo, reanudó su cuaquerismo antes de su muerte, el 17 de enero de 1936.